# Dyspetes luteomarginatus
Dyspetes luteomarginatus là một loài tò vò trong họ Ichneumonidae.